# Byron Bay

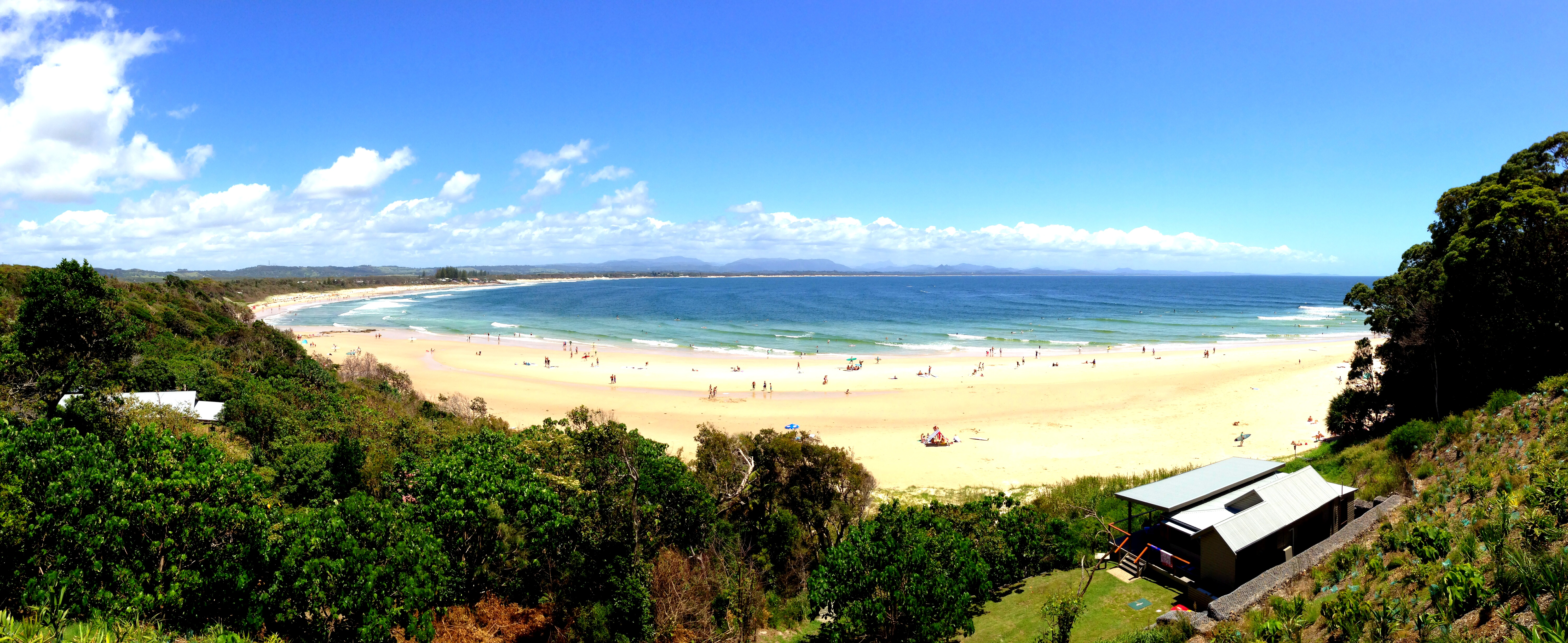
Byron Bay des de Cape Byron State Conservation Area

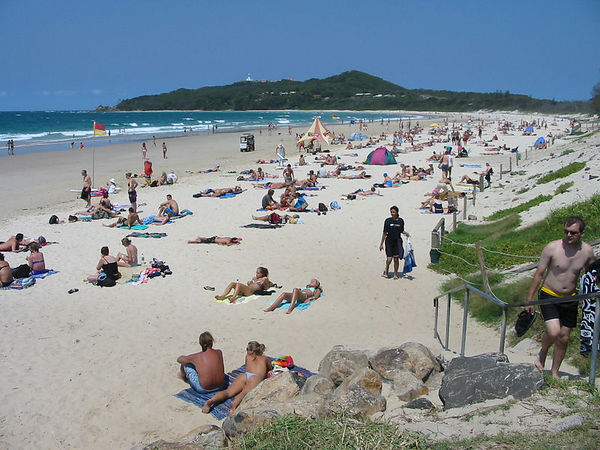
La platja principal el 2006

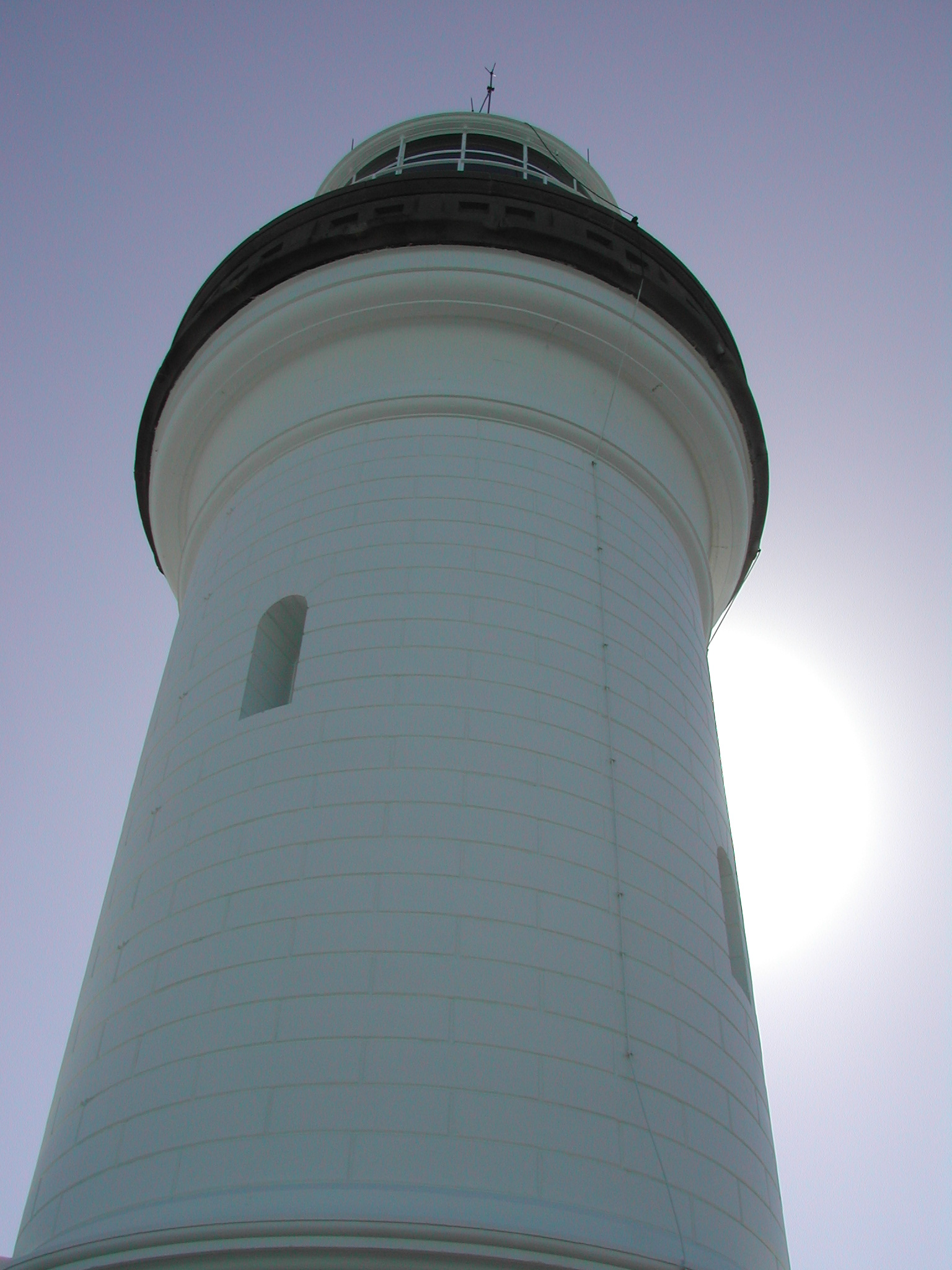
Far de Byron Bay

Byron Bay és una localitat litoral situada a l'extrem nord-est de l'estat de Nova Gal·les del Sud, Austràlia. Cape Byron es troba adjacent a la població i és el punt més oriental d'Austràlia. Al cens de 2011 tenia 4.959 habitants. La ciutat és el nucli del Byron Shire, amb 29,209 residents.
Els aborígens Arakwal anomenaven aquest lloc Cavvanbah, que significa "lloc de trobada". James Cook el va anomenar Cape Byron per l'oficial naval John Byron, que va fer la volta al món i era l'avi del poeta Lord Byron.

## Història
La primera indústria de Byron va dur a terme l'extracció de fusta de cedar de l'espècie  Australian red cedar (Toona ciliata).
Cap a la dècada de 1870 hi havia a la platja Tallow beach activitat de la mineria d'or.
Després s'hi va implantar la indústria lletera. La pesca i l'activitat balenera (fins a 1963) fores significatives.
El far, construït el 1901, es troba al punt més oriental d'Austràlia. El 1930 el primer Meatworks obrí una seu.
Els surfistes (Longboard) hi arribaren a la dècada de 1960 i utilitzaven el trencants naturals de The Pass, Wategos, i Cosy Corner. Així Byron Bay es va convertir en una destinació turística i un lloc popular entre els hippy.
- Tallow Beach
- Far de Bryon Bay

## Demografia
D'acord al Cens de 2016, 9.246 persones residien a Byron Bay.
- La població aborigen representava l'1,6% de la població.
- El 64,0% dels habitants eren nascuts a Austràlia. Altres països d'origen destacats eren Anglaterra (4,9%) i Nova Zelanda (2,5%).
- El 76,3% dels locals tenien l'anglès com a llengua materna.
- Pel que fa a la religió, la resposta més comuna fou "Sense Religió", representant un 44,6% del cens.

## Geografia
Byron Bay és part d'una caldera erosionada d'un antic volcà d'escut, el volcà Tweed, el qual va entrar en erupció fa 23 milions d'anys.

### Clima
Byron Bay té un clima subtropical humit amb estius càlids i hiverns suaus. Els hiverns assoleixen màxims de 19.4 °C i mínims de 12 °C. Els estius poden ser calorosos, amb mitjanes diàries de 27 °C. Els vespres estiuencs solen ser humits, rebaixant així la temperatura diürna. Arran de la seva ubicació en un cap envoltat de mar, el poble està més exposat a la humitat marina. Per aquesta raó la pluviositat anual se situa per sobre els 1.500 mm, la qual és majora a la de ciutats com Brisbane o Gold Coast.
| Meteorologia a Byron Bay (Cape Byron AWS, 2002–present) | Meteorologia a Byron Bay (Cape Byron AWS, 2002–present) | Meteorologia a Byron Bay (Cape Byron AWS, 2002–present) | Meteorologia a Byron Bay (Cape Byron AWS, 2002–present) | Meteorologia a Byron Bay (Cape Byron AWS, 2002–present) | Meteorologia a Byron Bay (Cape Byron AWS, 2002–present) | Meteorologia a Byron Bay (Cape Byron AWS, 2002–present) | Meteorologia a Byron Bay (Cape Byron AWS, 2002–present) | Meteorologia a Byron Bay (Cape Byron AWS, 2002–present) | Meteorologia a Byron Bay (Cape Byron AWS, 2002–present) | Meteorologia a Byron Bay (Cape Byron AWS, 2002–present) | Meteorologia a Byron Bay (Cape Byron AWS, 2002–present) | Meteorologia a Byron Bay (Cape Byron AWS, 2002–present) | Meteorologia a Byron Bay (Cape Byron AWS, 2002–present) |
| Mes                                                     | Jan                                                     | Feb                                                     | Mar                                                     | Apr                                                     | May                                                     | Jun                                                     | Jul                                                     | Aug                                                     | Sep                                                     | Oct                                                     | Nov                                                     | Dec                                                     | Year                                                    |
| ------------------------------------------------------- | ------------------------------------------------------- | ------------------------------------------------------- | ------------------------------------------------------- | ------------------------------------------------------- | ------------------------------------------------------- | ------------------------------------------------------- | ------------------------------------------------------- | ------------------------------------------------------- | ------------------------------------------------------- | ------------------------------------------------------- | ------------------------------------------------------- | ------------------------------------------------------- | ------------------------------------------------------- |
| Màxima rècord °C (°F)                                   | 34.0 (93.2)                                             | 34.0 (93.2)                                             | 32.8 (91.0)                                             | 29.8 (85.6)                                             | 26.9 (80.4)                                             | 25.0 (77.0)                                             | 27.1 (80.8)                                             | 28.3 (82.9)                                             | 32.0 (89.6)                                             | 34.0 (93.2)                                             | 33.3 (91.9)                                             | 34.8 (94.6)                                             | 34.8 (94.6)                                             |
| Màxima mitjana °C (°F)                                  | 28.0 (82.4)                                             | 27.5 (81.5)                                             | 26.6 (79.9)                                             | 24.0 (75.2)                                             | 21.5 (70.7)                                             | 19.4 (66.9)                                             | 18.9 (66.0)                                             | 20.1 (68.2)                                             | 22.1 (71.8)                                             | 23.6 (74.5)                                             | 25.3 (77.5)                                             | 26.7 (80.1)                                             | 23.6 (74.5)                                             |
| Mínima mitjana °C (°F)                                  | 21.3 (70.3)                                             | 21.2 (70.2)                                             | 20.2 (68.4)                                             | 17.6 (63.7)                                             | 15.1 (59.2)                                             | 13.2 (55.8)                                             | 12.3 (54.1)                                             | 13.1 (55.6)                                             | 15.3 (59.5)                                             | 16.9 (62.4)                                             | 18.6 (65.5)                                             | 20.0 (68.0)                                             | 17.1 (62.8)                                             |
| Mínima rècord °C (°F)                                   | 16.5 (61.7)                                             | 16.0 (60.8)                                             | 14.7 (58.5)                                             | 10.9 (51.6)                                             | 9.0 (48.2)                                              | 6.5 (43.7)                                              | 7.1 (44.8)                                              | 6.6 (43.9)                                              | 9.7 (49.5)                                              | 9.5 (49.1)                                              | 11.8 (53.2)                                             | 13.9 (57.0)                                             | 6.5 (43.7)                                              |
| Precipació mitjana mm (polzades)                        | 164.4 (6.47)                                            | 166.6 (6.56)                                            | 142.1 (5.59)                                            | 183.5 (7.22)                                            | 99.4 (3.91)                                             | 164.9 (6.49)                                            | 96.3 (3.79)                                             | 75.4 (2.97)                                             | 47.0 (1.85)                                             | 95.8 (3.77)                                             | 93.4 (3.68)                                             | 139.3 (5.48)                                            | 1,509.2 (59.42)                                         |
| Mitjana de dies de precipitació                         | 15.4                                                    | 15.3                                                    | 16.4                                                    | 15.5                                                    | 13.8                                                    | 14.0                                                    | 12.3                                                    | 8.2                                                     | 9.0                                                     | 12.7                                                    | 11.5                                                    | 14.1                                                    | 158.2                                                   |
| Font: Bureau of Meteorology                             |                                                         |                                                         |                                                         |                                                         |                                                         |                                                         |                                                         |                                                         |                                                         |                                                         |                                                         |                                                         |                                                         |

## Turisme
El poble és un focus important tant pel turisme nacional com per l'internacional. Disposa de múltiples platges populars per la pràctica de surf i els seus paisatges.
L'àrea destaca per la seva fauna i flora, sent l'observació de cetacis un gran atractiu per a l'economia local. Les aigües que banyen Byron Bay són zona de fusió d'aigües tropicals i temperades, fet que converteix el poble en una zona idònia per la pràctica del submarinisme, el qual se sol fer a l'àrea de les anomenades Julian Rocks, a 2,5 quilòmetres del poble i part del Cape Byron Marine Park (Parc Marí del Cap Byron).
Byron Bay és una destinació popular entre la joventut australiana el novembre i el desembre, durant la setmana dels Schoolies.

## Mercats
Byron Bay disposa d'un gran nombre de mercats que s'organitzen de forma regular, com el farmers' market setmanal, que pren lloc al Cavanbah Centre cada dijous, amb més de 70 agricultors locals venent productes frescos. Per altra banda també s'organitza el Byron Community Market, al mateix lloc cada primer diumenge de mes i el mercat artesà, organitzat els dissabtes al vespre d'octubre a pasqua al Railway Park. També s'organitzen tres mercats anuals a la vora del mar, concretament al gener, setmana santa i setembre.

## Educació
Entre les escoles de Byron Bay hi trobem Byron Bay Public School, Byron Bay High School, St Finbarr's Primary School, Byron Bay Community School, i Cape Byron Rudolf Steiner School.

## Residents notables
Entre la població que ha residit o nascut a Byron Bay hi trobem:
- Chris Hemsworth, actor
- Daevid Allen, músic
- Elsa Pataky, actriu
- Naomi Watts, actriu
- Olivia Newton-John, actriu, cantautora i novelista
- Simon Baker, actor